# Bengt Wallander
Bengt Gustaf Lennart Wallander, född 28 september 1918 i  Katarina församling i Stockholm, död där 4 november 1990, var en svensk målare.
Han var son till journalisten Hjalmar Wallander och Gerda Mathilda Andersson och från 1948 gift med bagaren Lizzy Margareta Nilsson. Wallander studerade konst för K-G Anderson-Sernius 1940–1945 och vid Rune Perssons målarskola 1944 och vid ett flertal krokikurser på Kungliga konsthögskolan 1946–1950. Tillsammans med Karl Erik Billström ställde han ut på Galleri Catharina i Stockholm 1956 och separat ställe han bland annat ut på Söders konstsalong och Expo Aleby samt i ett flertal landsortsstäder. Han medverkade några gånger i Sveriges allmänna konstförenings vårsalonger i Stockholm. Hans konst består av abstraktioner av naturintryck, arkitektoniska motiv utförda i olja eller gouache. Vid sidan av sitt eget skapande var han anlitad av flera bokförlag som formgivare av bokomslag. Wallander är gravsatt i minneslunden på Skogskyrkogården i Stockholm. 